# Udhampur (huyện)
Huyện Udhampur là một huyện thuộc bang Jammu and Kashmir, Ấn Độ. Thủ phủ huyện Udhampur đóng ở Udhampur. Huyện Udhampur có diện tích 4550 ki lô mét vuông. Đến thời điểm năm 2001, huyện Udhampur có dân số 738965 người.